# Acacia tenuispina
Acacia tenuispina är en ärtväxtart som beskrevs av Frans Verdoorn. Acacia tenuispina ingår i släktet akacior, och familjen ärtväxter. Inga underarter finns listade i Catalogue of Life.